# Jos North
Jos North è una delle diciassette aree a governo locale (local government areas) in cui è suddiviso lo Stato di Plateau, nella Repubblica Federale della Nigeria.
Si estende su una superficie di 291 km² e conta una popolazione di circa 429.300 abitanti.